# Hangzhou
Pronunciação
Hancheu ou Hangzhou (em chinês: 杭州; romaniz.: Hángzhōu (pinyin)) é uma cidade da República Popular da China, capital da província de Chequião. É um porto no rio Qiantang (錢塘江), perto de Xangai (上海). Historicamente, a cidade era designada de Onchom em português, conforme resulta dos relatos de Galeote Pereira, explorador português, na obra «Algumas Cousas Sabidas da China».
Tem cerca de 6,3 milhões de habitantes. É um centro ferroviário, industrial e turístico importante. Foi fundada em 606, sendo capital de vários reinos até a conquista mongol em 1276. Foi reconstruída, retomando a sua prosperidade e atraindo numerosos estrangeiros: árabes, persas e cristãos. Foi quase destruída em 1861 pela rebelião Taiping. A chegada da estrada de ferro em 1909 trouxe-lhe nova prosperidade. Foi ocupada pelo Japão de 1937 a 1945.
Hancheu é também o centro da Área Metropolitana de Hancheu, que é a quarta maior área metropolitana nacional. Em 2010, Hancheu tinha uma população registrada de 8.156.600 habitantes. Sua atração turística mais conhecida é o lago Oeste.
Hancheu fica no delta do rio Yangtzé (長江) na baía de Hancheu. Está localizada a 180 km a sudoeste de Xangai, que lhe garante poder econômico. Tem sido uma das cidades mais famosas e prósperas da China, devido em parte à sua bela paisagem natural. O lago de West Lake é a sua atração mais conhecida.

## Geografia
Hancheu está localizada no noroeste da província de Zhejiang, no extremo sul do Grande Canal da China, que vai a Pequim, na porção centro-sul do delta do Yangtzé. Sua área administrativa estende-se a oeste para as partes montanhosas da província de Anhui, a leste e para a planície costeira que é banhada pela Baía de Hancheu. O centro da cidade é construído em volta dos lados leste e norte do Lago Oeste, ao norte do rio Qiantang. Está a 180 km a sudoeste de Xangai, que lhe garante poder econômico. Tem sido uma das cidades mais famosas e prósperas da China, devido em parte à sua bela paisagem natural.

### Clima
O clima de Hancheu é subtropical (h)úmido, com quatro estações distintas, caracterizadas por verões longos, quentes e (h)úmidos com invernos frios e nublados com neve ocasional. A temperatura média anual é de 16,48 °C, com médias diárias mensais que variam de 4,3 °C em janeiro a 28,4 °C em julho. A cidade recebe uma precipitação média anual de 1.450 mm de chuva. No final do verão (agosto a setembro), Hancheu e outras cidades da província sofrem de ocorrência de tempestades e raramente tufões. Geralmente eles aparecem ao longo da costa sul de Zhejiang, e afetam a área com ventos e chuvas fortes. As temperaturas extremas variam de -10,5 °C a 42,1 °C.

## Divisões administrativas
A cidade de Hancheu é composta por oito distritos três condados e vinte e dois sub-distritos. Os seis distritos urbanos centrais ocupam 682 km2 (263 milhas) e tem 3.560.400 pessoas. Os dois bairros periféricos ocupam 2.642 km2 (1020 milhas) e tem 2.681.600 pessoas.

### Distritos Centrais
- Shangcheng (商城)
- Xiacheng (下城區)
- Jianggan (江乾)
- Gongshu (拱墅)
- Xihu (西湖)
- Binjiang (濱江)

### Distritos Suburbanos
- Xiaoshan (蕭山)
- Yuhang (餘杭)

### Subdivisões Rurais
- Tonglu County (桐廬縣)
- Chun'an County (淳安縣)

## Economia
A economia de Hancheu tem se desenvolvido rapidamente desde 1992. É uma cidade industrial com diversos setores económicos, como na indústria alimentícia, agricultura e Indústria têxtil. Considera-se também uma importante base de produção e centro de logística para a o sul, sudoeste e noroeste da China.
Em 2001, o PIB de toda a cidade equivalia a 156.800 milhões de renmimbi, que ocupa o segundo lugar entre todas as capitais provinciais perdendo apenas para Guangzhou. A cidade mais do que triplicou o PIB nos últimos oito anos, o PIB a aumentou de 156.800 milhões de renmimbi em 2001 para 701.100 milhões de remnimbi em 2011 e PIB per capita aumentou de 3.025 dólares a 12.447 dólares.

### Turismo
Hancheu é conhecida por seus monumentos históricos e belezas naturais. Muitas vezes, é conhecida como uma das mais belas cidades da China. Apesar de Hancheu ter passado por muitas reestruturações urbanas recentemente, ela ainda mantém os seus patrimônios históricos e culturais. Hoje, o turismo continua a ser um fator importante para a economia de Hancheu. Um dos pontos turísticos mais populares de Hancheu é o Lago Oeste (西湖), um Patrimônio Mundial da UNESCO. A paisagem cultural do Lago Oeste ocupa uma área de 3.323 hectares e inclui alguns dos mais notáveis lugares históricos e paisagísticos de Hancheu. Ao lado do lago a um espaço cênico inclui monumentos históricos, sítios culturais, bem como a beleza natural do lago e das montanhas, incluindo a Phoenix Mountain. Há dois calçadões em frente ao lago.

## Infraestrutura

### Transportes

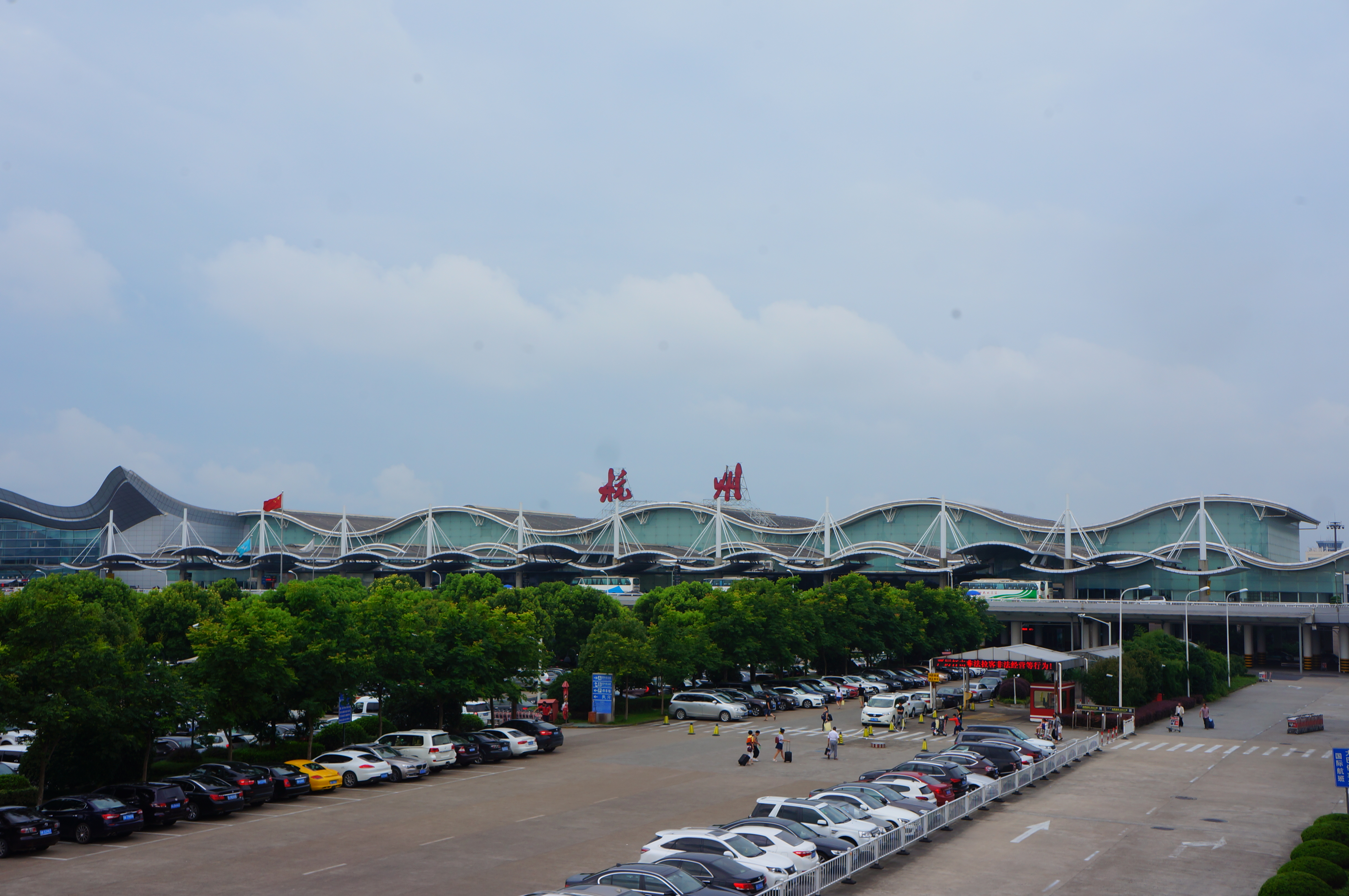
Aeroporto Internacional de Hangzhou Xiaoxan

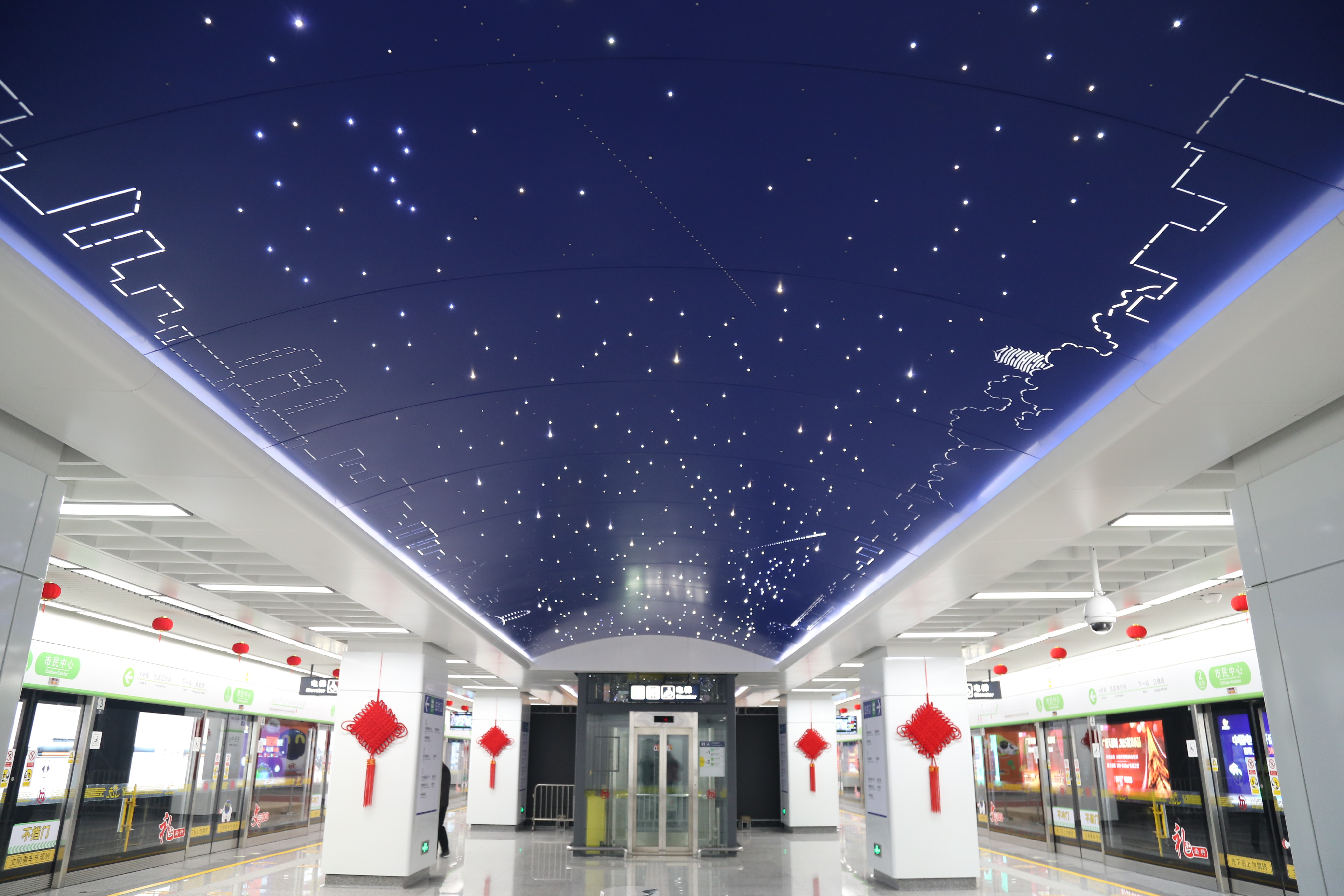
Estação do Metrô de Hangzhou

Hancheu é servida pelo Aeroporto Internacional Xiaoshan Hangzhou (杭州蕭山國際機場), que fornece o serviço direto a muitos destinos internacionais: Alemanha, Tailândia, Austrália, Japão, Coreia do Norte, Coreia do Sul, Malásia, Índia, Vietnã, Etiópia , Singapura e os Países Baixos. Rotas domésticas incluem majoritariamente Pequim e Xangai. Ele tem uma extensa rede de rotas domésticas dentro da China e aparece constantemente no top 10 do tráfego de passageiros entre os aeroportos chineses. O aeroporto tem dois terminais, A e B. O terminal menor é o A e serve todos os voos internacionais e regionais, enquanto o maior terminal B é exclusivo para os voos domésticos. O aeroporto está localizado em uma das principais saídas rodoferroviárias da cidade, no distrito de Xiaoshan, com serviço de ônibus direto ligando o aeroporto ao centro de Hancheu. Existem projetos relacionados a sua expansão entre um deles está a adição de uma segunda pista e um terceiro terminal, o Terminal C, que irá aumentar dramaticamente a capacidade do aeroporto, que serve como um hub secundário da Air China. As reformas já começaram e uma autoestrada está em construção, que ligará o aeroporto ao centro de Hancheu que diminuirá o trânsito até o aeroporto. Também será construída uma nova linha e uma nova estação de metro até o aeroporto.
Hancheu está situada entre as linhas ferroviárias mais movimentadas na China. A estação principal da cidade é a Estação Central Ferroviária de Hancheu (Conhecida como "Central Station 中央車站" ou "City Station 城站"). Há saídas frequentes para Xangai. O trem da linha é um trem-bala de alta velocidade entre Hancheu e Xangai que leva em média 45 minutos (excluindo algumas partidas de manhã cedo / tarde da noite) a partir de duas direções. Enquanto outros trens de alta velocidade CRH que param em uma ou mais estações ao longo do percurso completar a viagem em 59-75 minutos. A maioria das outras grandes cidades da China também podem ser alcançadas pelo serviço de trem direto de Hancheu. A Estação de Hangzhou East Railway (coloquialmente "Estação do Oriente" 东 站), passou por uma reforma extensiva em 2011. Depois de concluído, ele se tornou um dos maiores centros de tráfego ferroviário na China com 15 plataformas do CRH que seguem diretamente para Xangai, Nanjing, Changsha, Ningbo, Hong Kong e Pequim. Na cidade há uma linha de metrô com 72 km de extensão e que passará por expansão nos próximos anos.